# Sermiligaaq

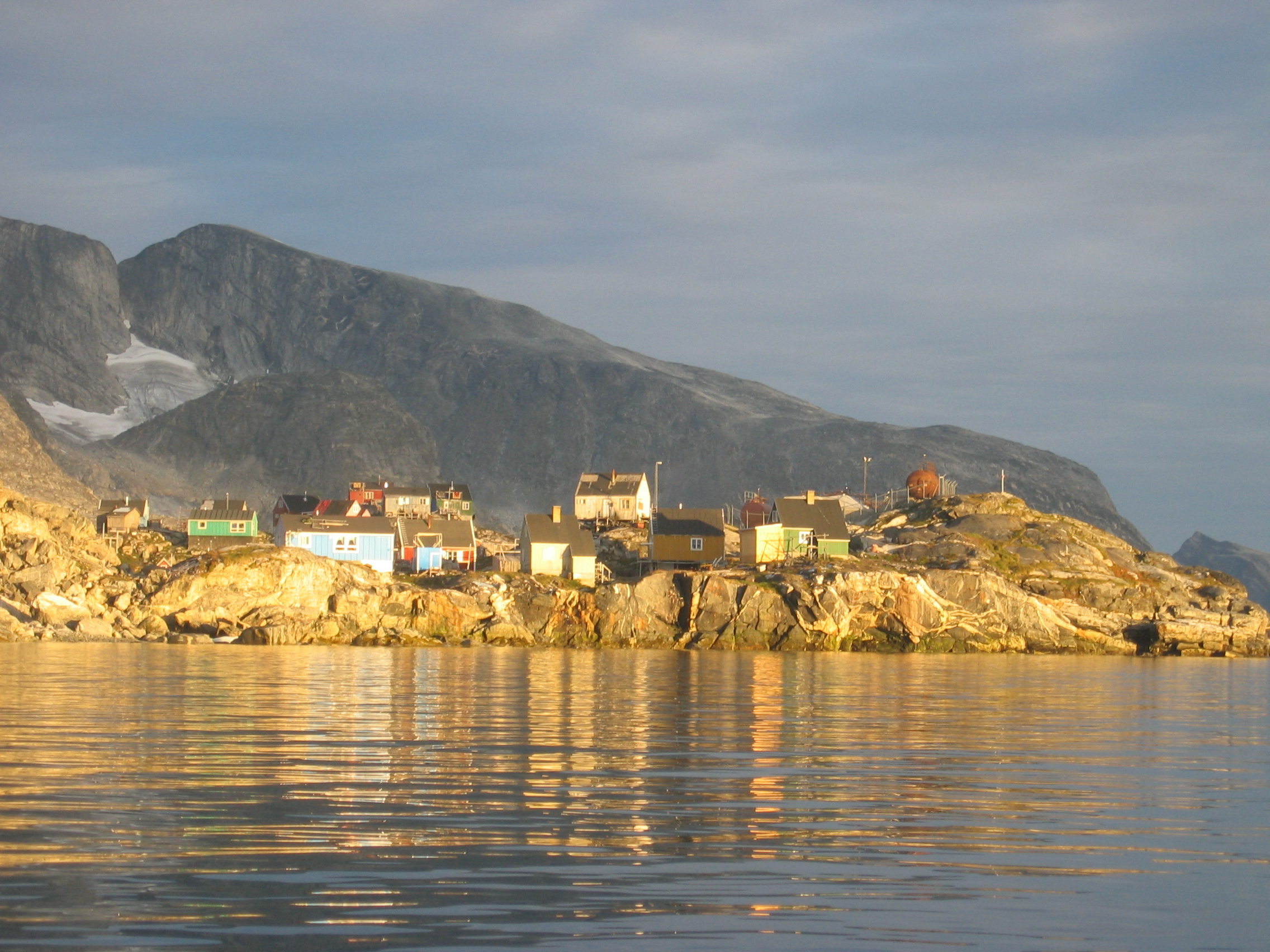
Sermiligaaq.

Sermiligaaq (Den vackra glaciärfjorden) är en bygd i Sermersooqs kommun i före detta amtet Tunu på sydöstra Grönland. Sermiligaaq har 212 invånare (januari 2010).